# 九龍巴士B1線
九龍巴士B1線是一條由九巴營辦的新界巴士路線，來往天水圍（天慈邨）及落馬洲站，途經天耀邨、元朗大馬路及元朗站，並取道新田公路往返落馬洲，是九巴現時盈利最高的巴士路線。
本線的開辦，是配合九廣東鐵（今東鐵綫）落馬洲支線、落馬洲支線管制站及深圳福田口岸的興建而設。原先政府的規劃，是在九廣東鐵落馬洲支線及相連的福田口岸啟用後，只容許乘搭鐵路列車過境，但經多名立法會議員大力爭取下，政府終於讓步，容許鐵路以外的公共交通工具乘客使用落馬洲支線管制站過境，並決定公開招標該線，由九巴投得專營權。
本線為香港境內首條來往出入境口岸的全日專利巴士路線，以及香港首條全線採用12.8米車輛的專利巴士路線。

## 歷史
- 2006年6月：公開招標來往落馬洲站及元朗站的巴士路線，結果由九巴投得。
- 2007年7月：原定於該月開辦，但因深圳福田口岸在2007年7月31日才得到中央政府通過驗收，因此本路線通車日期一再延遲。
- 2007年8月15日：福田口岸啟用，本路線隨即於當日下午四時起開辦，初時來往元朗站及落馬洲站，全程正價收費$11，優惠收費$10。
- 2008年6月8日：九巴加價，全程正價收費$11.6，但優惠收費維持不變。
- 2008年6月22日：總站由元朗鐵路站延長至天水圍鐵路站，來回程改經博愛交匯處、青山公路（東頭村）、元朗大馬路、天慈邨及天耀邨，並加設元朗往天水圍的分段收費$3.7
- 2011年5月15日：九巴加價，全程正價收費$12，優惠收費$10.4。
- 2011年9月1日：全程及分段優惠收費調整，分別調整至$11及$9.5。
- 2012年1月1日：全程收費恢復正價收費（$12），元朗至落馬洲分段優惠收費調整至$10。
- 2013年1月1日：元朗至落馬洲分段收費恢復正價收費（$10.9）。
- 2013年3月17日：九巴加價，全程收費$12.7，元朗至落馬洲分段收費調整至$11.5。
- 2014年7月6日：九巴加價，全程收費$13.2，元朗至落馬洲分段收費調整至$12。
- 2014年9月17日：下午二時起，因橋昌路居屋發展工程，B1線的天水圍鐵路站總站將遷往港鐵巴士K75和K76的站位，並取消停靠上璋圍分站。
- 2014年11月22日：天水圍區總站遷往天慈，並修改行車路線。[3]。
- 2015年6月27日：增設到站時間預報。[4]
- 2015年7月25日：每日09:00-15:00由天慈開出的班次，試驗繞經青山公路 – 新田段及增設「落馬洲」分站，期滿後再獲多次延長試驗期。
  - 此項措施是為屯門居民而設，方便市民乘搭專線小巴44B線轉乘此路線前往落馬州與福田口岸。
- 2017年6月3日：往落馬洲站方向，全日繞經青山公路 – 新田段及加停「落馬洲」分站。同時，提早來回方向頭班車時間，05:50在天慈與06:40在落馬洲站開出。
- 2017年7月1日：為配合九巴專營權延續，推行學生長途路線即日回程半價折扣優惠計劃。
- 2017年7月22日：落馬洲站往元朗公園的短途分段收費，由只適用於現金改為只適用於八達通卡，乘客如欲享用雙向分段收費必須在下車時再次拍卡。[5][6]同日起，加大與龍運巴士A43P線之轉乘折扣優惠。[7]
- 2017年10月27日：增設由落馬洲站往返山水樓的短途特別班次。[8][9]
- 2018年12月30日：增設由落馬洲站往返天恩邨的特別班次，只於星期日及公眾假期提供服務。[10]
- 2020年2月4日，因福田口岸受2019冠状病毒病疫情影響關閉，該線（包括特別班次）當日起暫停服務[11]，直至2023年1月8日才重投服務[12]。
- 2021年4月4日：九巴加價，全程收費$13.9，元朗至落馬洲分段收費調整至$12.6（然而因福田口岸暫時關閉，實際於2023年1月8日起生效）。
- 2023年6月18日：九巴加價，全程收費$14.5，元朗至落馬洲分段收費調整至$13.2 。
- 2025年1月5日：九巴加價，全程收費$15.3，元朗至落馬洲分段收費調整至$13.9 。
- 2025年3月3日：由天慈開出之頭班車時間由05:50提早至05:45。

## 服務時間及班次
| 天水圍（天慈邨）開 | 天水圍（天慈邨）開 | 天水圍（天慈邨）開 | 落馬洲站開       | 落馬洲站開  | 落馬洲站開   |
| 日期               | 服務時間           | 班次（分鐘）       | 日期             | 服務時間    | 班次（分鐘） |
| ------------------ | ------------------ | ------------------ | ---------------- | ----------- | ------------ |
| 星期一至五         | 05:45-07:00        | 15                 | 星期一至五       | 06:40-08:00 | 10           |
| 星期一至五         | 07:00-08:00        | 10                 | 星期一至五       | 08:00-17:00 | 15           |
| 星期一至五         | 08:00-19:15        | 15                 | 星期一至五       | 17:00-19:00 | 10           |
| 星期一至五         | 19:15-21:15        | 10                 | 星期一至五       | 19:00-21:00 | 12           |
|                    |                    |                    | 星期一至五       | 21:00-22:15 | 15           |
| 22:15-22:55        | 20                 |                    | 星期一至五       |             |              |
| 星期六             | 05:45-06:00        | 15                 | 星期六           | 06:40-14:40 | 15           |
| 星期六             | 06:00-18:50        | 12                 | 星期六           | 14:40-16:40 | 12           |
| 星期六             | 18:50-19:35        | 15                 | 星期六           | 16:40-20:00 | 10           |
| 星期六             | 19:35-21:15        | 20                 | 星期六           | 20:00-22:40 | 8            |
|                    |                    |                    | 星期六           | 22:40-22:55 | 15           |
| 星期日及公眾假期   | 05:45-06:00        | 15                 | 星期日及公眾假期 | 06:40-12:40 | 15           |
| 星期日及公眾假期   | 06:00-15:00        | 10                 | 星期日及公眾假期 | 12:40-16:40 | 12           |
| 星期日及公眾假期   | 15:00-18:00        | 12                 | 星期日及公眾假期 | 16:40-20:00 | 10           |
| 星期日及公眾假期   | 18:00-19:15        | 15                 | 星期日及公眾假期 | 20:00-22:40 | 8            |
| 星期日及公眾假期   | 19:15-21:15        | 10                 | 星期日及公眾假期 | 22:40-22:55 | 15           |

特別班次（元朗（山水樓）↔落馬洲站）
| 元朗（山水樓）開 | 元朗（山水樓）開 | 元朗（山水樓）開 | 落馬洲站開           | 落馬洲站開  | 落馬洲站開   |
| 日期             | 服務時間         | 班次（分鐘）     | 日期                 | 服務時間    | 班次（分鐘） |
| ---------------- | ---------------- | ---------------- | -------------------- | ----------- | ------------ |
| 星期一至五       | 06:50-07:30      | 20               | 星期一至五           | 06:40-08:40 | 20           |
| 星期一至五       | 07:30-18:30      | 15               | 星期一至五           | 08:40-19:40 | 15           |
| 星期一至五       | 18:30-20:50      | 20               | 星期一至五           | 19:40-22:40 | 20           |
| 星期六           | 06:50-08:30      | 20               | 星期六、日及公眾假期 | 06:40-08:40 | 20           |
| 星期六           | 08:30-09:00      | 15               | 星期六、日及公眾假期 | 08:40-22:40 | 15           |
| 星期六           | 09:00-20:50      | 10               |                      |             |              |
| 星期日及公眾假期 | 06:50-07:30      | 20               |                      |             |              |
| 星期日及公眾假期 | 07:30-08:30      | 12               |                      |             |              |
| 星期日及公眾假期 | 08:30-14:50      | 10               |                      |             |              |
| 星期日及公眾假期 | 14:50-16:50      | 12               |                      |             |              |
| 星期日及公眾假期 | 16:50-20:50      | 15               |                      |             |              |

特別班次（元朗站往落馬洲站）/  元朗同樂街往落馬洲站
按實際需求開出

實際班次會較表列時間表頻密

## 收費
全程：$15.3（常規班次及天水圍北特別班次）／$13.9（元朗特別班次）
- 鳳池村往落馬洲站：$13.9（只適用於常規班次及天水圍北特別班次）
- 落馬洲站往元朗公園或之前：$13.9（只適用於常規班次及天水圍北特別班次，必須以八達通卡繳付，並須於下車前再次確認八達通卡方可享有此優惠。）
- 元點往元朗（元朗特別班次）／天水圍（常規班次及天水圍北特別班次）：$5.1

備註：
| - 本線設有12歲以下小童及65歲或以上長者半價優惠。 - 65歲或以上香港居民使用「樂悠咭」，以及12歲以下合資格殘疾兒童使用「殘疾人士身份」個人八達通繳付車資，均可享有每程$2.0或半價（以較低者為準）的票價優惠；12至64歲合資格殘疾人士使用「殘疾人士身份」個人八達通（包括「樂悠咭」），以及60至64歲香港居民使用「樂悠咭」繳付車資，均可享有每程$2.0或全費（以較低者為準）的票價優惠。 - 65歲或以上長者如使用長者或一般個人八達通繳付車資，則只可享有半價優惠；12至64歲合資格殘疾人士如不使用「殘疾人士身份」個人八達通，以及60至64歲人士如不使用「樂悠咭」繳付車資，必須繳付全費。 - 乘客可以現金或八達通於上車時付款，不設找續。 - 每位成人乘客可免費攜帶最多兩名4歲以下而不佔座位的兒童乘客乘車，超額之4歲以下小童必須繳付小童車費乘車。 - 持有「九巴月票」之乘客在車票有效期內，每日可享最多2程本路線服務（獨立合資格車程）；而其他九龍巴士及龍運巴士路線則可每日可享合共最多10程（不包括B1線，但包括聯營路線的九龍巴士／龍運巴士提供的班次；惟乘搭機場「A」及「NA」線則可享原價二七折優惠（不會計算每天10次合資格車程））。 - 九龍巴士、城巴、龍運巴士及陽光巴士全職員工及家屬（不包括外判職員）可免費乘搭本路線，惟必須拍職員或職員家屬八達通。 - 乘客亦可透過多元化電子支付系統（e度嘟）繳付車資，包括使用非接觸式VISA卡、JCB卡、萬事達卡、銀聯卡、美國運通、大來國際、Discover Card、Apple Pay、Google Pay、Samsung Pay、AlipayHK「易乘碼」、支付寶、WeChatHK／微信支付「搭車碼」、銀聯雲閃付「乘車碼」及BOC Pay「乘車碼」。使用此支付方式的乘客可享有中途下車之分段收費，以及與其他九巴／龍運獨營路線或聯營線九巴／龍運班次之轉乘優惠，惟不適用於與非九巴／龍運路線之轉乘優惠，亦不能享有「公共交通費用補貼計劃」及「長者及合資格殘疾人士公共交通票價優惠計劃」。 |

- 由落馬洲站至元朗公園之分段（只適用於常規班次），只適用於使用八達通或電子支付工具之乘客，並於上車及下車時各確認一次。
- 乘客以同一張八達通或同一個電子支付工具乘搭本線互轉九巴53、54、64K、68、68A、68E、68F、68M、68X、69、76K、77K、251C、268B、268C、268X、269D、276、276B、276P及968，次程可獲免費優惠；或由上述路線轉乘本線往落馬洲站方向，可獲回贈首程車費。
- 乘客以同一張八達通或電子支付工具乘搭本線往天水圍方向轉乘九巴269M、276A往天水圍方向，次程可獲免費優惠；或由上述路線往上水／葵涌方向轉乘本線往落馬洲站方向，可獲回贈首程車費，轉乘優惠不能連續享用。
- 乘客以同一張八達通或電子支付工具乘搭本線往天水圍方向轉乘龍運巴士A43P往機場方向，可獲回贈首程車費；或由A43P往粉嶺方向轉乘本線往落馬洲站方向，次程可獲免費優惠。
- 乘客以同一張八達通或電子支付工具乘搭本線互轉龍運巴士E36、E36A及E37，次程可獲$4優惠。
- 上述轉乘優惠不適用於龍運巴士由E31轉乘E36/E36A/E37、或E線/S64/S64X轉乘A43P時已享有的八達通轉乘優惠。

## 使用車輛
本線開線時採用Enviro500車身富豪B9TL引擎低地台空調巴士（AVBE），另一輛用車（ATEU1／MJ2927）更於2009年2月換上歐盟第五代廢氣排放標準引擎，成為全亞洲首輛配備歐盟第五代環保引擎的雙層巴士。由2010年9月26日起，本路線再增加一輛2010年全新出牌的歐盟四型引擎亞歷山大丹尼士Enviro 500巴士行駛，同樣配上行李架。
2015年3月21日起，逢周末及公眾假期，九巴抽調兩部Enviro 500 MMC 12.8米（3ATENU1-2）及兩部富豪B9TL 12.8米（3AVBWU1-2）巴士行走本路線，以紓緩本路線擠逼的問題，以及縮短候車時間。九巴於2015年更正式訂購Enviro 500 MMC 12.8米量產版（前後共150輛），部份車隊配上行李架，其中首輛出牌的同款巴士（3ATENU3／TT4698）於2015年10月24日晚上首航本路線，該車連同6輛首批出牌的同款巴士（3ATENU4-9，設置行李架）於同年11月28日起成為本路線掛牌，聯同配置有行李架的Enviro 500 MMC 12.8米（3ATENU10-21），成為香港專營巴士路線中，首條全線採用12.8米巴士的路線。
2023年1月，因應中港通關，所有Enviro500 MMC 12米改為前屬龍運巴士的仍配置行李架版本，以應付乘客需要。

## 行車路線
天慈開經：天喜街、天柏路、天湖路、天耀路、天福路、朗天路、宏達路、媽橫路、青山公路（屏山段、元朗段）、朗日路、元朗站公共運輸交匯處、朗日路、博愛交匯處、元朗公路、新田公路、新田交匯處、青山公路—新田段及落馬洲路。
註：
1. 元朗特別班次不經斜體字之路段
2. 天水圍北由天恩邨開出，天瑞路、濕地公園路、天葵路、天龍路、天城路、天柏路，然後返回天喜街常規班次原線。

落馬洲站開經：落馬洲路、青山公路—新田段、新田交匯處、新田公路、元朗公路、博愛交匯處、青山公路（元朗段和屏山段）、朗天路、唐人新村交匯處、朗天路、天福路、天耀路、天湖路、天柏路及天喜街。
註：
1. 元朗特別班次依常規班次駛至朗天路後，經水邊圍交匯處、宏達路、鳳池路及媽橫路，不經斜體字之路段。
2. 天水圍北特別班次依常規班次駛至天喜街後，經天柏路、天城路、天龍路、天葵路、濕地公園路及天瑞路。

### 沿線車站
| 天水圍／元朗開 | 天水圍／元朗開         | 天水圍／元朗開         | 落馬洲站開 | 落馬洲站開       | 落馬洲站開             |
| 序號           | 車站名稱               | 位置                   | 序號       | 車站名稱         | 位置                   |
| -------------- | ---------------------- | ---------------------- | ---------- | ---------------- | ---------------------- |
| #              | 天恩邨巴士總站         | 天恩邨公共運輸交匯處   | 1          | 落馬洲站巴士總站 | 落馬洲站公共運輸交匯處 |
| #              | 天恩邨                 | 天瑞路                 | 2          | 下灣村           | 落馬洲路               |
| #              | 天澤邨                 | 天瑞路                 | 3          | 下灣漁民新村     | 落馬洲路               |
| #              | 香港濕地公園           | 濕地公園路             | 4          | 洲頭村           | 落馬洲路               |
| #              | 香港青年協會李兆基書院 | 天葵路                 | 5          | 新田運輸交匯處   | 青山公路－新田段       |
| #              | 美湖居                 | 天葵路                 | 6          | 元點             | 青山公路－元朗段       |
| #              | 景湖居                 | 天城路                 | 7          | 又新街（S2）     | 青山公路－元朗段       |
| 1*             | 天慈巴士總站           | 天慈巴士總站           | 8          | 大棠路（S7）     | 青山公路－元朗段       |
| 2*             | 天耀邨耀盛樓           | 天湖路                 | 9          | 元朗警署（S14）  | 青山公路－元朗段       |
| 3*             | 天耀邨耀民樓           | 天耀路                 | 10         | 水邊村           | 青山公路－屏山段       |
| 4*             | 天祐苑                 | 天福路                 | 11         | 元朗公園         | 青山公路－屏山段       |
| 5*             | 鳳池村                 | 宏達路                 | ^          | 山水樓           | 媽橫路巴士總站         |
| 6              | 山水樓                 | 媽橫路巴士總站         | 12*        | 聚星樓           | 天福路                 |
| 7              | 朗庭園                 | 青山公路－屏山段       | 13*        | 天水圍警署       | 天耀路                 |
| 8              | 元朗廣場（N4）         | 青山公路－元朗段       | 14*        | 賞湖居           | 天湖路                 |
| 9              | 同樂街（N8）           | 青山公路－元朗段       | 15*        | 天水圍運動場     | 天湖路                 |
| 10             | 谷亭街（N18）          | 青山公路－元朗段       | 16*        | 天慈巴士總站     | 天慈巴士總站           |
| 11             | 元朗站                 | 元朗站公共運輸交匯處   | #          | 景湖居           | 天龍路                 |
| 12             | 形點 I                 | 形點交通交匯處         | #          | 麗湖居           | 天葵路                 |
| 13             | 新田運輸交匯處         | 青山公路－新田段       | #          | 天晴邨晴雲樓     | 天葵路                 |
| 14             | 洲頭村                 | 落馬洲路               | #          | 慧景軒           | 天葵路                 |
| 15             | 下灣漁民新村           | 落馬洲路               | #          | 香港濕地公園     | 濕地公園路             |
| 16             | 下灣村                 | 落馬洲路               | #          | 天逸邨逸潭樓     | 天瑞路                 |
| 17             | 落馬洲站巴士總站       | 落馬洲站公共運輸交匯處 | #          | 天富苑欣富閣     | 天瑞路                 |
|                |                        |                        | #          | 天恩邨巴士總站   | 天恩邨公共運輸交匯處   |

註：
1. 有#之車站祇限天水圍北特別班次使用
2. 有^號之車站祇限元朗特別班次使用，且不停有*號之車站
3. 落馬洲站公共運輸交匯處屬邊境禁區範圍，必須持有邊境禁區通行證或旅遊證件（如「港澳居民來往內地通行證」、護照等）方可進入，否則會被檢控。離境旅客下車後，應盡快進入聯檢大樓辦理離境手續。

### 走線圖

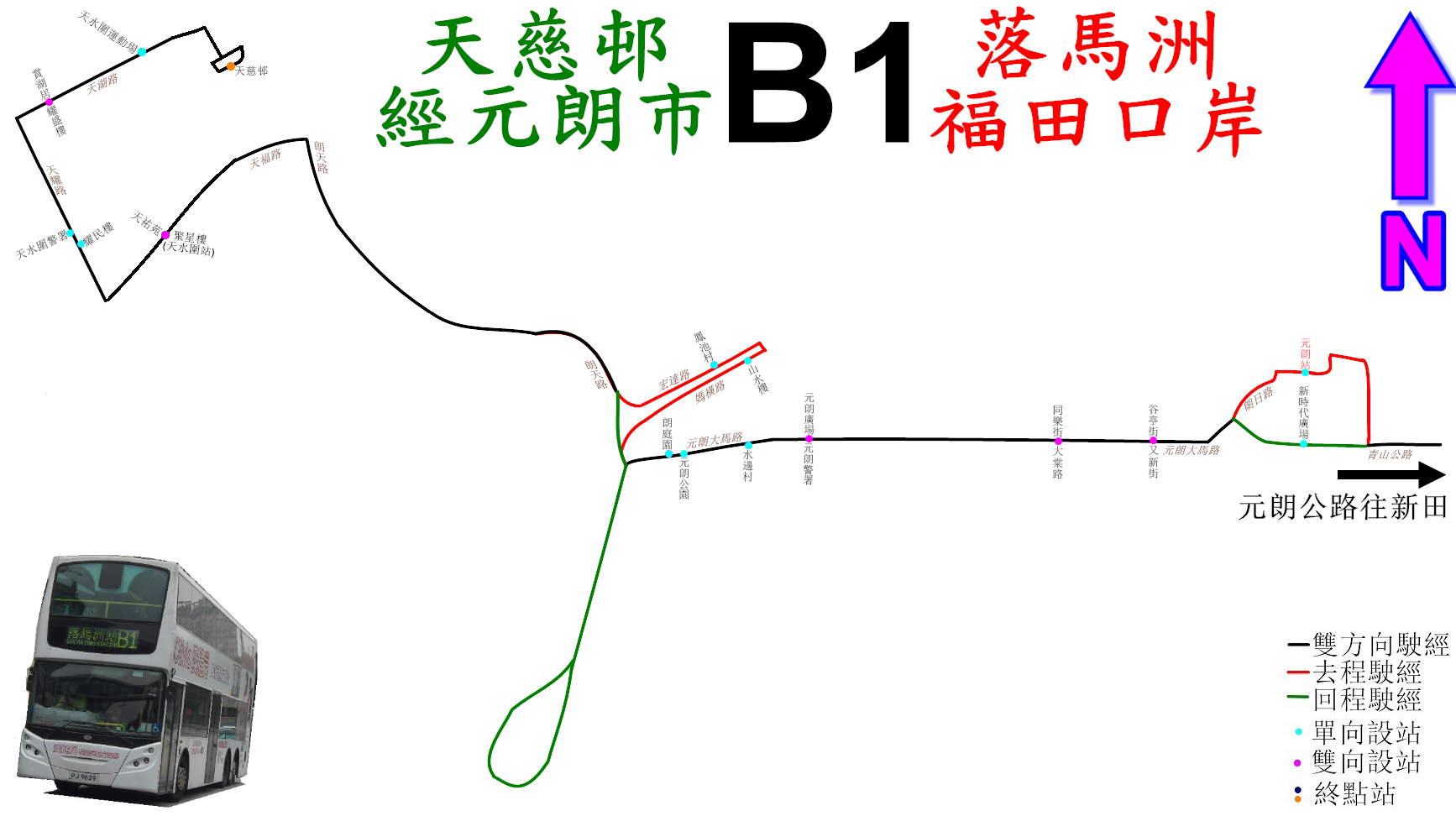
元朗市段
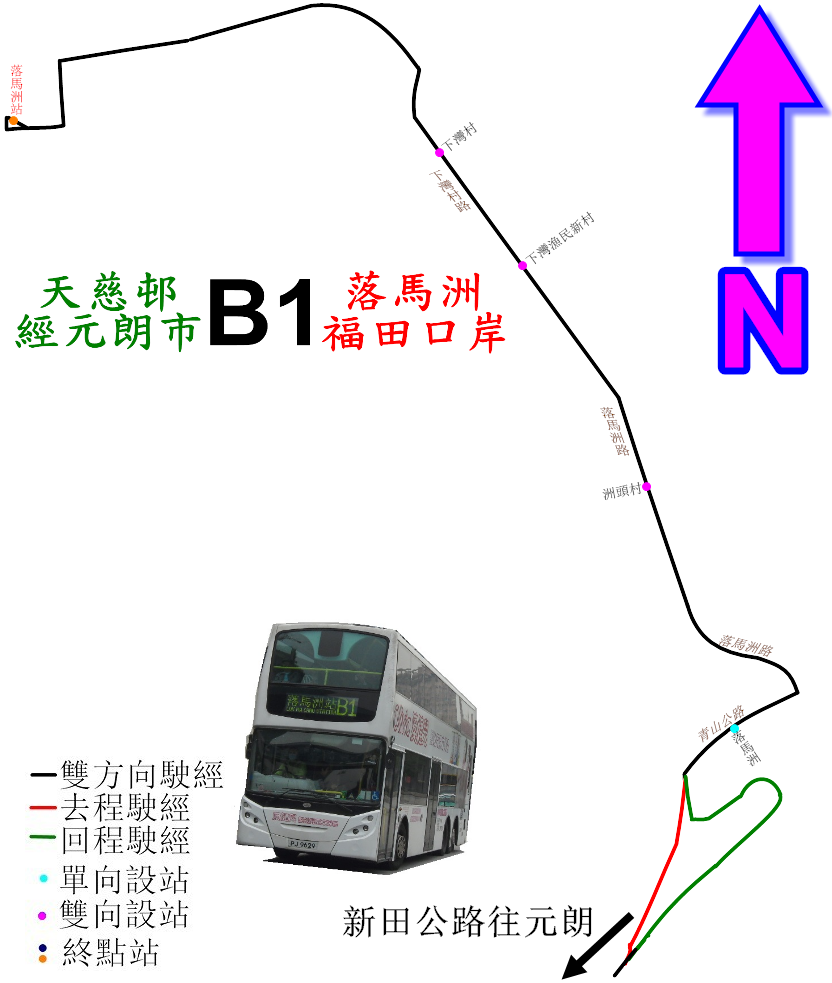
落馬洲段

## 客量

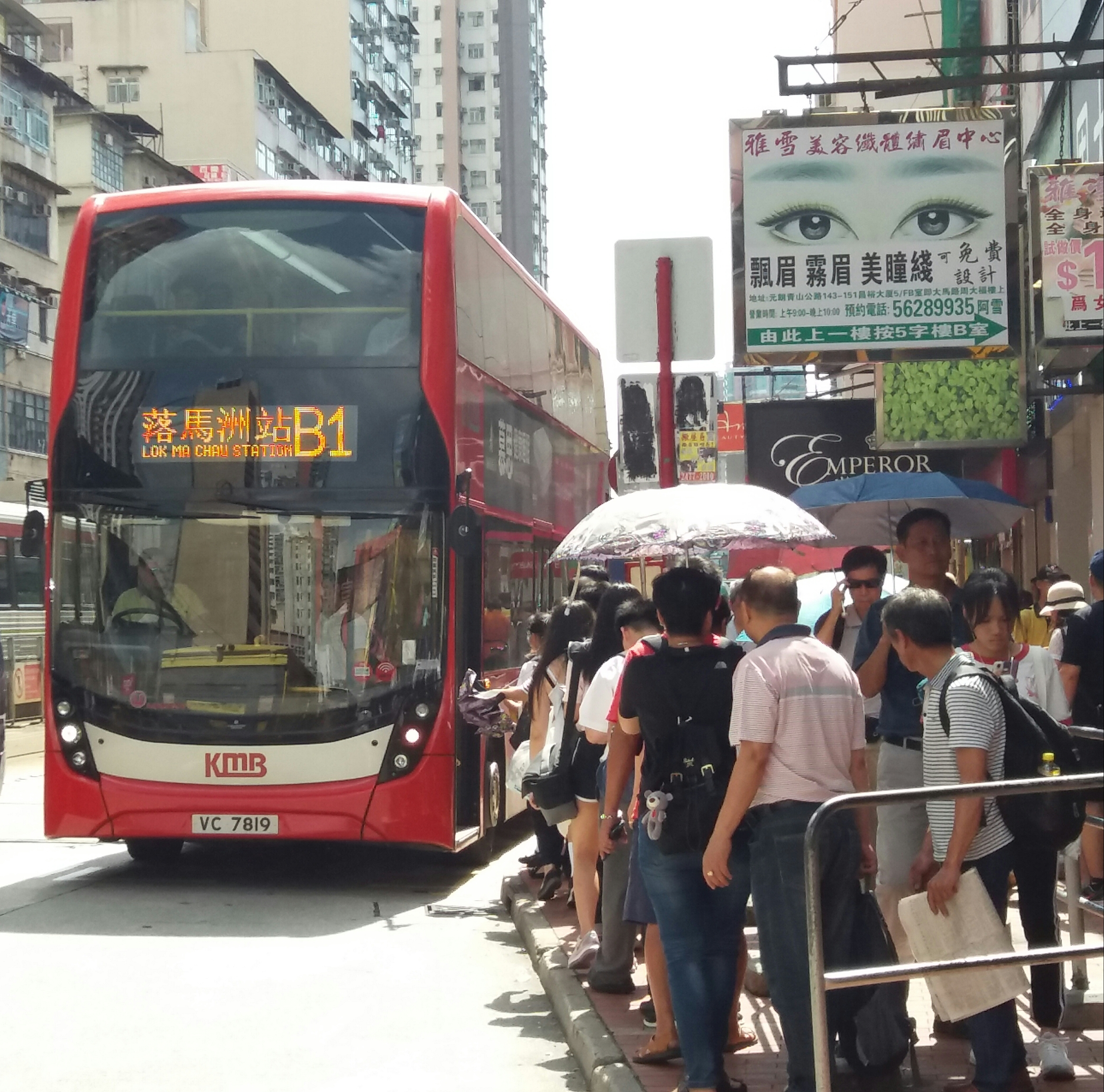
人們正在登上九龍巴士B1線

本路線開辦投入服務當天，新界區專線小巴75線改為元朗（福康街）來往落馬洲支線管制站，雖然本路線取道新田公路直達，但是由於小巴收費便宜，乘客選擇乘搭新界區專線小巴75線但不選擇本路線，導致本路線客量初期偏低，輔助小巴協助乘客前往目的地。。
除加班行駛的班次外，本線所有巴士均設有行李架，方便乘客擺放行李。此外，本線班次遠比官方班次頻密，是九巴公佈加密班次最頻密的巴士線。
另外本路線開辦時，全程正價收費為$11，為吸引乘客使用本路線及與專線小巴競爭，開辦當日實施優惠收費$10，2008年6月22日九巴加價，正價收費調整至$12，但優惠收費卻沒有跟隨調整；2011年5月15日九巴加價，全程優惠收費調整至$10.4，同年9月1日起全程收費再調整至$11，2012年1月1日起全程收費正式收回原價$12，不足八個月內調整收費三次，為專利巴士路線少有的紀錄。2013年1月1日起，優惠分段收費正式恢復正價$10.9，至此本線全程及分段收費均恢復正價。
由於本線方便了內地及本地人士往來深港兩地，在港鐵東鐵綫嚴格限制了行李重量後，部分水貨客轉為乘搭本線走水貨，在假日，本線人流極多，在巴士站和巴士車廂內也堆滿了行李和水貨
，於是九巴聘用保安員在B1線沿線嚴打超攜行李的行為及使用新購入的12.8米雙層巴士行走以疏導人流和減少水貨問題對其他乘客的影響，情況在「一周一行」實施後略為改善。但每逢節日亦會有水貨客的人潮出現。
隨着內地當局宣佈，於2023年1月8日解除入境強制隔離，中港正式恢復通關，加上疫情過後，出現港人北上熱潮，本線客量再次回到高水平。

## 外部連結
- 九巴B1線—i-busnet.com
- 九巴B1線官方網站路線資料 （页面存档备份，存于）
- 香港巴士大典上的相关条目：九巴B1線
- 香港巴士大典上的相关条目：九巴B1S線